# Ocellularia exuta
Ocellularia exuta är en lavart som beskrevs av Mason Ellsworth Hale. 
Ocellularia exuta ingår i släktet Ocellularia och familjen Graphidaceae. Inga underarter finns listade i Catalogue of Life.